# Skelleftehamn
Skelleftehamn est une localité appartenant à la commune de Skellefteå, dans le comté de Västerbotten, en Suède.
Skelleftehamn comptait 3 184 habitants en 2010. Un des employeurs historiques de la commune est l'usine métallurgique de Rönnskär.